# Noriljsk
Noriljsk ili Norilsk (ruski Норильск) je izvorno osnovan 1935. kao radničko naselje (рабочий посёлок) metalurškog kombinata GMK Noriljski nikelj (rus. Норильский никель). Danas je glavno naselje u Krasnojarskom kraju. 
Broj stanovnika: 201 982.

## Zemljopisni položaj
Zemljopisni mu je položaj 69,34° sjeverne zemljopisne širine i 88,22° istočne zemljopisne dužine.
Najsjeverniji je grad u Sibiru i drugi grad po veličini, iza Murmanska, iznad Arktičkog kruga. Uz Jakutsk jedini je veliki grad na području merzlote.
Noriljsk se nalazi između Zapadnosibirske ravnice i Srednjesibirske ravnice u podnožju 1700 m visokog Putoranskog gorja. 

## Gospodarstvo
Ispod grada Noriljska nalazi se jedno od najvećih ležišta nikla na svijetu. Sukladno tome, rudarstvo i prerada ruda su glavne industrije. Noriljsk je središte regije u kojoj se vade nikal, bakar, kobalt, platina i ugljen.
Za mineralne naslage u Sibiru znalo se dva stoljeća prije nego što je osnovan Noriljsk. Ipak, s vađenjem ruda započelo se tek 1939. godine, kada je za potporu gradu uspostavljena pruga prema lukama na rijeci Jenisej. Tijekom ljeta se iz ovih luka prevozila ruda u europski dio Rusije morem. Iste godine odlučeno je Noriljsk pretvoriti u gradsko naselje pa je gradski status dobio 1953. godine.
Godine 2001. Noriljsk je proglašen zatvorenim gradom za strance, a ulazne dozvole zahtijevaju se i za građane Ruske Federacije i Bjelorusije.

## Gradovi prijatelji
- Minusinsk, Rusija